# Alex Gutteling
Henricus Zacharias Alexander (Alex) Gutteling (Bondowoso, Java, 3 september 1884 - Driebergen, 12 november 1910) was een Nederlands dichter, criticus en vertaler.
Gutteling debuteerde in 1906 met Een jeugd van liefde. Zijn bundel Doorgloeide wolken verscheen postuum in 1911. In 1912 verscheen eveneens postuum Guttelings onvoltooide vertaling van John Miltons episch gedicht Paradise Lost (Zang I-VI), later voltooid door Albert Verwey (Zang VII-XII).
Gutteling studeerde rechten te Amsterdam, maar onderbrak de studie wegens ziekte (tuberculose). Hij werd samen met Maurits Uyldert beschouwd als de trouwste volgeling van Albert Verwey. Vanaf de oprichting in 1905 werkte hij mee aan Verweys tijdschrift De Beweging met gedichten, kritieken en essays.
Zijn poëzie is symbolistisch in die zin dat de verschijnselen uit de werkelijkheid, hoe triviaal en eenvoudig ook (zoals in De mattenklopper), in Guttelings verzen worden aangewend om de Idee van een hogere eenheid weer te geven of de verwevenheid van hoger en lager te laten zien.